# Holger Ballwanz
Holger Ballwanz (* 7. September 1967 in Mölln) ist ein ehemaliger deutscher Fußballspieler. Er spielte in Abwehr und Mittelfeld.

## Aktive Karriere
Ballwanz wuchs in Mölln auf und lernte beim dortigen Möllner SV das Fußballspielen. Er stieg mit der ersten Herrenmannschaft aus der Bezirksklasse in die Bezirksliga auf, ehe er 1987 dem Ruf seines Entdeckers Gerd-Volker Schock folgte und zu den Amateuren des Hamburger SV wechselte. Im Januar 1989 reiste er mit der Amateurauswahl des Hamburger Fußball-Verbands zu einem Turnier in die Sowjetunion nach Leningrad. Seinen ersten Profieinsatz hatte er beim HSV in der Saison 1989/90 im Spiel gegen Werder Bremen. Dort erzielte er auch ein Kopfballtor. Er kam zwischen 1989 und 1992 als Abwehrspieler zu 41 Bundesliga-Einsätzen und gehörte zum Stamm. Dabei erzielte er drei Tore. In der Saison 1990/91 absolvierte er zwei Spiele im DFB-Pokal für den HSV.
1992 wechselte er zum VfL Wolfsburg, der damals noch in der 2. Fußball-Bundesliga spielte und mit dem er 1997 in die 1. Bundesliga aufstieg. Beim VfL spielte er bis 2000. Seine aktive Spielerkarriere ließ er in der Saison 2000/01 bei Hannover 96 in der zweiten Liga ausklingen.
Die Stärke des Abwehrspielers war sein Kopfballspiel.

## Trainertätigkeit
Ballwanz lebt in Wolfsburg und war in der Saison 2006/07 Co-Trainer des VfL Wolfsburg. Zu einem späteren Zeitpunkt wirkte er als Co-Trainer der U-19 des VfL. Von November 2008 bis Mitte September 2011 trainierte Ballwanz den Landesligisten SSV Vorsfelde. In der Saison 2008/09 wurde er reaktiviert und absolvierte in der Oberliga Niedersachsen-Ost sechs Einsätze für den SSV Vorsfelde, in denen er kein Tor erzielte.
Er ist Fanbeauftragter des VfL Wolfsburg.

### Statistik
- 97  Spiele/5 Tore in der Fußball-Bundesliga
- 146 Spiele/11 Tore in der 2. Fußball-Bundesliga

### Erfolge
- 1995: Finale des DFB-Pokals

## Soziales Engagement
Zusätzlich engagiert sich Holger Ballwanz seit einigen Jahren bei Show Racism the Red Card-Deutschland e. V. Im November beteiligte er sich zuletzt an einem Workshop der Bildungsinitiative und berichtete den Schülern und Schülerinnen über seine eigenen Erfahrungen mit Rassismus und Diskriminierung.